# Maltzu
« Maltzu » est un terme utilisé pour désigner un chien de type designer dog issu du croisement entre ces deux races : le bichon maltais et le shih tzu. 

Ce mot, qui vient de la contraction entre les mots "maltese" (désigne le bichon maltais en anglais) et "shih tzu", a été inventé par les amateurs de ce type de chiens. En effet, il ne s'agit pas d'une race "officielle", c'est-à-dire qu'elle n'est pas encore reconnue par les associations et clubs canins comme la Société Centrale Canine.

## Description
À l'image des races dont il est issu, le maltzu est un petit chien dont la taille peut varier entre 20 et 30 cm. 

Son poil est naturellement dense, soyeux et long ; ces chiens doivent donc être brossés régulièrement, mais ils peuvent également être toilettés en coupe courte ou coupe bébé pour un entretien plus aisé. 

Quant à sa robe, elle peut être unicolore ou multicolore, et est constituée de la même palette de couleurs que celle du shih tzu : blanc, noir, beige, gris... 

La queue du maltzu est longue et fournie, elle se recourbe naturellement sur son dos, mais peut aussi être pendante selon l'humeur du chien. 

### Soins particuliers
Tout comme pour le shih tzu et le bichon maltais, il est indispensable de surveiller l'état des oreilles et des yeux du maltzu pour éviter tout problème. Les yeux du maltzu ont tendance à larmoyer, il faut donc les nettoyer régulièrement. 

## Caractère
De nature à la fois douce et enjouée, le maltzu est un chien facile à vivre et très attaché à son maître. En effet, s'il a besoin d'exercice car il aime jouer et courir, le maltzu sait être calme et posé. Amateur de confort, il reste avant tout un chien d'intérieur. 

C'est un petit chien très intelligent, vif et affectueux. Il a donc besoin d'un maître sensible et présent qui sache lui rendre cette affection. 